# Tournoi de qualification olympique féminin de hockey sur gazon 2024
Navigation
2019 2028
Le Tournoi de qualification olympique féminin de hockey sur gazon 2024 sera la dernière étape de qualification pour les Jeux olympiques de 2024. Il se tiendra à Changzhou, en Chine et à Valence en Espagne. Le 20 octobre 2023, compte tenu de la qualification directe de la Chine pour les Jeux olympiques d'été de 2024 en remportant les Jeux asiatiques de 2022, la Chine est remplacée par l'Inde pour l'organisation d'un tournoi de qualification olympique qui se tiendra à Ranchi du 13 au 19 janvier 2024.

## Villes hôtes
| [[Fichier:World location map (equirectangular 180).svg\|1000px\|{{#if:\|{{{alt}}}\|Tournoi de qualification olympique féminin de hockey sur gazon 2024 est dans la page Monde.]]Ranchi Valence | Ranchi                   | Valence         |
| --- | ------------------------ | --------------- |
| [[Fichier:World location map (equirectangular 180).svg\|1000px\|{{#if:\|{{{alt}}}\|Tournoi de qualification olympique féminin de hockey sur gazon 2024 est dans la page Monde.]]Ranchi Valence | Astroturf Hockey Stadium | Estadio Betero  |
| [[Fichier:World location map (equirectangular 180).svg\|1000px\|{{#if:\|{{{alt}}}\|Tournoi de qualification olympique féminin de hockey sur gazon 2024 est dans la page Monde.]]Ranchi Valence | Capacité: 5 000          | Capacité: 5 000 |
| [[Fichier:World location map (equirectangular 180).svg\|1000px\|{{#if:\|{{{alt}}}\|Tournoi de qualification olympique féminin de hockey sur gazon 2024 est dans la page Monde.]]Ranchi Valence |                          |                 |

## Format
Les tournois de qualification olympique masculin de hockey sur gazon 2024 mettent aux prises 16 équipes nationales parmi lesquelles 6 d'entre elles se verront attribuer une qualification pour le tournoi olympique des Jeux 2024.
Deux tournois regroupant chacun 8 équipes sont organisés dans deux villes et pays distincts et les trois premières de chacun de ces tournois seront qualifiées pour les Jeux.

## Équipes qualifiées
Les 16 équipes qualifiées pour le tournoi de qualification olympique sont basées sur leurs performances dans les championnats continentaux.
| Événement                 | Dates                         | Lieux           | Quotas | Qualifiés                                                                  |
| ------------------------- | ----------------------------- | --------------- | ------ | -------------------------------------------------------------------------- |
| Coupe d'Océanie 2023      | 10 - 13 août 2023             | Whangarei       | 1      | Nouvelle-Zélande                                                           |
| Championnat d'Europe 2023 | 18 - 27 août 2023             | Mönchengladbach | 8      | Belgique Tchéquie Allemagne Grande-Bretagne Irlande Italie Espagne Ukraine |
| Jeux asiatiques 2022      | 25 septembre - 7 octobre 2023 | Hangzhou        | 4      | Inde Japon Corée du Sud Malaisie                                           |
| Jeux panaméricains 2023   | 25 octobre - 4 novembre 2023  | Santiago        | 3      | Canada Chili États-Unis                                                    |
| Total                     | Total                         | Total           | 16     |                                                                            |

## Composition des groupes
| Tournoi de Valence | Tournoi de Ranchi |
| ------------------ | ----------------- |
| Belgique           | Allemagne         |
| Grande-Bretagne    | Inde              |
| Espagne            | Nouvelle-Zélande  |
| Corée du Sud       | Japon             |
| Irlande            | Chili             |
| Canada             | États-Unis        |
| Malaisie           | Italie            |
| Ukraine            | Tchéquie          |

## Critères
En cas d'égalité de points de plusieurs équipes à l'issue des matchs de poule, les critères suivants sont appliqués dans l'ordre indiqué pour établir leur classement:
1. Points de chaque équipe,
2. Matchs gagnés,
3. Différence de buts,
4. Buts pour,
5. Plus grand nombre de points obtenus dans les matchs de poule disputés entre les équipes concernées,
6. Buts marqués en plein jeu.

## Valence

### Phase préliminaire
Légende :
- Tour pour les médailles
- Tour de classement

#### Poule A
| Rang | Équipe       | Pts | J | G | N | P | Bp | Bc | Diff |
| ---- | ------------ | --- | - | - | - | - | -- | -- | ---- |
| 1    | Belgique     | 7   | 3 | 2 | 1 | 0 | 23 | 1  | +22  |
| 2    | Irlande      | 7   | 3 | 2 | 1 | 0 | 11 | 1  | +10  |
| 3    | Corée du Sud | 3   | 3 | 1 | 0 | 2 | 5  | 13 | -8   |
| 4    | Ukraine      | 0   | 3 | 0 | 0 | 3 | 0  | 24 | -24  |

| 13 janvier 2024 | Belgique     | 0 - 0  | Irlande      |
| 13 janvier 2024 | Corée du Sud | 3 - 0  | Ukraine      |
| 15 janvier 2024 | Irlande      | 8 - 0  | Ukraine      |
| 15 janvier 2024 | Corée du Sud | 1 - 10 | Belgique     |
| 16 janvier 2024 | Belgique     | 13 - 0 | Ukraine      |
| 16 janvier 2024 | Irlande      | 3 - 1  | Corée du Sud |

#### Poule B
| Rang | Équipe          | Pts | J | G | N | P | Bp | Bc | Diff |
| ---- | --------------- | --- | - | - | - | - | -- | -- | ---- |
| 1    | Espagne H       | 9   | 3 | 3 | 0 | 0 | 13 | 1  | +12  |
| 2    | Grande-Bretagne | 6   | 3 | 2 | 0 | 1 | 10 | 2  | +8   |
| 3    | Canada          | 3   | 3 | 1 | 0 | 2 | 4  | 7  | -3   |
| 4    | Malaisie        | 0   | 3 | 0 | 0 | 3 | 1  | 18 | -17  |

| 13 janvier 2024 | Grande-Bretagne | 2 - 0 | Canada          |
| 13 janvier 2024 | Espagne         | 7 - 0 | Malaisie        |
| 14 janvier 2024 | Canada          | 3 - 0 | Malaisie        |
| 14 janvier 2024 | Espagne         | 1 - 0 | Grande-Bretagne |
| 16 janvier 2024 | Canada          | 1 - 5 | Espagne         |
| 16 janvier 2024 | Grande-Bretagne | 8 - 1 | Malaisie        |

### Tour de classement

#### Tableau de classement
|  | Demi-finales pour la 5e place | Demi-finales pour la 5e place | Demi-finales pour la 5e place | Demi-finales pour la 5e place |                        |              | Match pour la 5e place | Match pour la 5e place | Match pour la 5e place | Match pour la 5e place |
|  |                               |                               |                               |                               |                        |              |                        |                        |                        |                        |
|  | 18 janvier 2024               | 18 janvier 2024               | 18 janvier 2024               | 18 janvier 2024               |                        |              | 20 janvier 2024        | 20 janvier 2024        | 20 janvier 2024        | 20 janvier 2024        |
|  | A3                            | Corée du Sud                  | 3                             | 3                             |                        |              | 20 janvier 2024        | 20 janvier 2024        | 20 janvier 2024        | 20 janvier 2024        |
|  | A3                            | Corée du Sud                  | 3                             | 3                             |                        |              | 20 janvier 2024        | 20 janvier 2024        | 20 janvier 2024        | 20 janvier 2024        |
|  | B4                            | Malaisie                      | 0                             | 0                             |                        |              | 20 janvier 2024        | 20 janvier 2024        | 20 janvier 2024        | 20 janvier 2024        |
|  | B4                            | Malaisie                      | 0                             | 0                             | A3                     | Corée du Sud | 2                      | 2                      |                        |                        |
|  | 18 janvier 2024               |                               |                               |                               | A3                     | Corée du Sud | 2                      | 2                      |                        |                        |
|  |                               |                               | B3                            | Canada                        | 1                      | 1            |                        |                        |                        |                        |
|  | B3                            | Canada                        | B3                            | Canada                        | 1                      | 1            | 2                      | 2                      |                        |                        |
|  | B3                            | Canada                        |                               |                               |                        |              |                        | 2                      |                        |                        |
|  | A4                            | Ukraine                       | 0                             | 0                             |                        |              |                        |                        |                        |                        |
|  | A4                            | Ukraine                       | 0                             | 0                             | Match pour la 7e place |              |                        |                        |                        |                        |
|  |                               |                               |                               |                               |                        |              |                        |                        |                        |                        |
|  | 20 janvier 2024               |                               |                               |                               |                        |              |                        |                        |                        |                        |
|  | B4                            | Malaisie                      | 1                             | 1                             |                        |              |                        |                        |                        |                        |
|  | B4                            | Malaisie                      | 1                             | 1                             |                        |              |                        |                        |                        |                        |
|  | A4                            | Ukraine                       | 2                             | 2                             |                        |              |                        |                        |                        |                        |
|  | A4                            | Ukraine                       | 2                             | 2                             |                        |              |                        |                        |                        |                        |

#### Match pour la7eplace
| Match 17              | Malaisie  | 1 - 2   | Ukraine                       |                                                                      |                                                                      |
| 20 janvier 2024 10h00 | Fatin 60e | (0 - 0) | 45e Voievoda · 52e Rudychenko | Arbitrage : Zeke Newman Chen Jianjun Arbitre vidéo : Rachel Williams | Arbitrage : Zeke Newman Chen Jianjun Arbitre vidéo : Rachel Williams |
| 20 janvier 2024 10h00 | Rapport   |         |                               | Arbitrage : Zeke Newman Chen Jianjun Arbitre vidéo : Rachel Williams | Arbitrage : Zeke Newman Chen Jianjun Arbitre vidéo : Rachel Williams |

#### Match pour la5eplace
| Match 18              | Corée du Sud                 | 2 - 1   | Canada    |                                                                     |                                                                     |
| 20 janvier 2024 12h30 | An S.J. 26e · Cheon E.B. 47e | (1 - 1) | 20e Husar | Arbitrage : Maggie Giddens Ivona Makar Arbitre vidéo : Chen Jianjun | Arbitrage : Maggie Giddens Ivona Makar Arbitre vidéo : Chen Jianjun |
| 20 janvier 2024 12h30 | Rapport                      |         |           | Arbitrage : Maggie Giddens Ivona Makar Arbitre vidéo : Chen Jianjun | Arbitrage : Maggie Giddens Ivona Makar Arbitre vidéo : Chen Jianjun |

### Tour pour les médailles

#### Tableau final
|  | Demi-finales    | Demi-finales    | Demi-finales    | Demi-finales    |                               |          | Finale          | Finale          | Finale          | Finale          |
|  |                 |                 |                 |                 |                               |          |                 |                 |                 |                 |
|  | 18 janvier 2024 | 18 janvier 2024 | 18 janvier 2024 | 18 janvier 2024 |                               |          | 20 janvier 2024 | 20 janvier 2024 | 20 janvier 2024 | 20 janvier 2024 |
|  | A1              | Belgique        | 3               | 3               |                               |          | 20 janvier 2024 | 20 janvier 2024 | 20 janvier 2024 | 20 janvier 2024 |
|  | A1              | Belgique        | 3               | 3               |                               |          | 20 janvier 2024 | 20 janvier 2024 | 20 janvier 2024 | 20 janvier 2024 |
|  | B2              | Grande-Bretagne | 2               | 2               |                               |          | 20 janvier 2024 | 20 janvier 2024 | 20 janvier 2024 | 20 janvier 2024 |
|  | B2              | Grande-Bretagne | 2               | 2               | A1                            | Belgique | 2               | 2               |                 |                 |
|  | 18 janvier 2024 |                 |                 |                 | A1                            | Belgique | 2               | 2               |                 |                 |
|  |                 |                 | B1              | Espagne         | 1                             | 1        |                 |                 |                 |                 |
|  | B1              | Espagne         | B1              | Espagne         | 1                             | 1        | 0 (3)tab        | 0 (3)tab        |                 |                 |
|  | B1              | Espagne         |                 |                 |                               |          |                 | 0 (3)tab        |                 |                 |
|  | A2              | Irlande         | 0 (0)           | 0 (0)           |                               |          |                 |                 |                 |                 |
|  | A2              | Irlande         | 0 (0)           | 0 (0)           | Match pour la troisième place |          |                 |                 |                 |                 |
|  |                 |                 |                 |                 |                               |          |                 |                 |                 |                 |
|  | 20 janvier 2024 |                 |                 |                 |                               |          |                 |                 |                 |                 |
|  | B2              | Grande-Bretagne | 2               | 2               |                               |          |                 |                 |                 |                 |
|  | B2              | Grande-Bretagne | 2               | 2               |                               |          |                 |                 |                 |                 |
|  | A2              | Irlande         | 1               | 1               |                               |          |                 |                 |                 |                 |
|  | A2              | Irlande         | 1               | 1               |                               |          |                 |                 |                 |                 |

#### Match pour la3eplace
| Match 19              | Grande-Bretagne              | 2 - 1   | Irlande        |                                                                          |                                                                          |
| 20 janvier 2024 15h30 | Jones 18e · K. Robertson 46e | (1 - 0) | 60e McLoughlin | Arbitrage : Michelle Meister Kelly Hudson Arbitre vidéo : Maggie Giddens | Arbitrage : Michelle Meister Kelly Hudson Arbitre vidéo : Maggie Giddens |
| 20 janvier 2024 15h30 | Rapport                      |         |                | Arbitrage : Michelle Meister Kelly Hudson Arbitre vidéo : Maggie Giddens | Arbitrage : Michelle Meister Kelly Hudson Arbitre vidéo : Maggie Giddens |

#### Finale
| Match 20              | Espagne        | 1 - 2   | Belgique                     |                                                                         |                                                                         |
| 20 janvier 2024 18h00 | S. Barrios 29e | (1 - 0) | 56e Versavel · 56e Englebert | Arbitrage : Rachel Williams Emi Yamada Arbitre vidéo : Michelle Meister | Arbitrage : Rachel Williams Emi Yamada Arbitre vidéo : Michelle Meister |
| 20 janvier 2024 18h00 | Rapport        |         |                              | Arbitrage : Rachel Williams Emi Yamada Arbitre vidéo : Michelle Meister | Arbitrage : Rachel Williams Emi Yamada Arbitre vidéo : Michelle Meister |

## Ranchi

### Phase préliminaire
Légende :
- Tour pour les médailles
- Tour de classement

#### Poule A
| Rang | Équipe    | Pts | J | G | N | P | Bp | Bc | Diff |
| ---- | --------- | --- | - | - | - | - | -- | -- | ---- |
| 1    | Allemagne | 7   | 3 | 2 | 1 | 0 | 14 | 1  | +13  |
| 2    | Japon     | 7   | 3 | 2 | 1 | 0 | 5  | 1  | +4   |
| 3    | Chili     | 3   | 3 | 1 | 0 | 2 | 6  | 5  | +1   |
| 4    | Tchéquie  | 0   | 3 | 0 | 0 | 3 | 0  | 18 | -18  |

| 13 janvier 2024 | Allemagne | 3 - 0  | Chili     |
| 13 janvier 2024 | Japon     | 2 - 0  | Tchéquie  |
| 14 janvier 2024 | Chili     | 6 - 0  | Tchéquie  |
| 14 janvier 2024 | Japon     | 1 - 1  | Allemagne |
| 16 janvier 2024 | Allemagne | 10 - 0 | Tchéquie  |
| 16 janvier 2024 | Chili     | 0 - 2  | Japon     |

#### Poule B
| Rang | Équipe           | Pts | J | G | N | P | Bp | Bc | Diff |
| ---- | ---------------- | --- | - | - | - | - | -- | -- | ---- |
| 1    | États-Unis       | 9   | 3 | 3 | 0 | 0 | 4  | 0  | +4   |
| 2    | Inde H           | 6   | 3 | 2 | 0 | 1 | 8  | 3  | +5   |
| 3    | Nouvelle-Zélande | 3   | 3 | 1 | 0 | 2 | 4  | 4  | 0    |
| 4    | Italie           | 0   | 3 | 0 | 0 | 3 | 1  | 10 | -9   |

| 13 janvier 2024 | Nouvelle-Zélande | 3 - 0 | Italie           |
| 13 janvier 2024 | Inde             | 0 - 1 | États-Unis       |
| 14 janvier 2024 | États-Unis       | 2 - 0 | Italie           |
| 14 janvier 2024 | Nouvelle-Zélande | 1 - 3 | Inde             |
| 16 janvier 2024 | États-Unis       | 1 - 0 | Nouvelle-Zélande |
| 16 janvier 2024 | Inde             | 5 - 1 | Italie           |

### Tour de classement

#### Tableau de classement
|  | Demi-finales pour la 5e place | Demi-finales pour la 5e place | Demi-finales pour la 5e place | Demi-finales pour la 5e place |                        |        | Match pour la 5e place | Match pour la 5e place | Match pour la 5e place | Match pour la 5e place |
|  |                               |                               |                               |                               |                        |        |                        |                        |                        |                        |
|  | 18 janvier 2024               | 18 janvier 2024               | 18 janvier 2024               | 18 janvier 2024               |                        |        | 19 janvier 2024        | 19 janvier 2024        | 19 janvier 2024        | 19 janvier 2024        |
|  | A3                            | Chili                         | 2 (1)                         | 2 (1)                         |                        |        | 19 janvier 2024        | 19 janvier 2024        | 19 janvier 2024        | 19 janvier 2024        |
|  | A3                            | Chili                         | 2 (1)                         | 2 (1)                         |                        |        | 19 janvier 2024        | 19 janvier 2024        | 19 janvier 2024        | 19 janvier 2024        |
|  | B4                            | Italie                        | 2 (2)tab                      | 2 (2)tab                      |                        |        | 19 janvier 2024        | 19 janvier 2024        | 19 janvier 2024        | 19 janvier 2024        |
|  | B4                            | Italie                        | 2 (2)tab                      | 2 (2)tab                      | B4                     | Italie | 1                      | 1                      |                        |                        |
|  | 18 janvier 2024               |                               |                               |                               | B4                     | Italie | 1                      | 1                      |                        |                        |
|  |                               |                               | B3                            | Nouvelle-Zélande              | 3                      | 3      |                        |                        |                        |                        |
|  | B3                            | Nouvelle-Zélande              | B3                            | Nouvelle-Zélande              | 3                      | 3      | 2                      | 2                      |                        |                        |
|  | B3                            | Nouvelle-Zélande              |                               |                               |                        |        |                        | 2                      |                        |                        |
|  | A4                            | Tchéquie                      | 0                             | 0                             |                        |        |                        |                        |                        |                        |
|  | A4                            | Tchéquie                      | 0                             | 0                             | Match pour la 7e place |        |                        |                        |                        |                        |
|  |                               |                               |                               |                               |                        |        |                        |                        |                        |                        |
|  | 19 janvier 2024               |                               |                               |                               |                        |        |                        |                        |                        |                        |
|  | A3                            | Chili                         | 1                             | 1                             |                        |        |                        |                        |                        |                        |
|  | A3                            | Chili                         | 1                             | 1                             |                        |        |                        |                        |                        |                        |
|  | A4                            | Tchéquie                      | 0                             | 0                             |                        |        |                        |                        |                        |                        |
|  | A4                            | Tchéquie                      | 0                             | 0                             |                        |        |                        |                        |                        |                        |

#### Match pour la7eplace
| Match 17              | Chili         | 1 - 0   | Tchéquie |                                                                          |                                                                          |
| 19 janvier 2024 10h30 | Villagrán 27e | (1 - 0) |          | Arbitrage : Amber Church Katrina Turner Arbitre vidéo : Kristy Robertson | Arbitrage : Amber Church Katrina Turner Arbitre vidéo : Kristy Robertson |
| 19 janvier 2024 10h30 | Rapport       |         |          | Arbitrage : Amber Church Katrina Turner Arbitre vidéo : Kristy Robertson | Arbitrage : Amber Church Katrina Turner Arbitre vidéo : Kristy Robertson |

#### Match pour la5eplace
| Match 18              | Nouvelle-Zélande                     | 3 - 1   | Italie      |                                                                       |                                                                       |
| 19 janvier 2024 13h30 | Tynan 7e · Merry 10e · H. Cotter 31e | (2 - 1) | 21e Pessina | Arbitrage : Wanri Venter Cookie Tan Arbitre vidéo : Sophie Bockelmann | Arbitrage : Wanri Venter Cookie Tan Arbitre vidéo : Sophie Bockelmann |
| 19 janvier 2024 13h30 | Rapport                              |         |             | Arbitrage : Wanri Venter Cookie Tan Arbitre vidéo : Sophie Bockelmann | Arbitrage : Wanri Venter Cookie Tan Arbitre vidéo : Sophie Bockelmann |

### Tour pour les médailles

#### Tableau final
|  | Demi-finales    | Demi-finales    | Demi-finales    | Demi-finales    |                               |           | Finale          | Finale          | Finale          | Finale          |
|  |                 |                 |                 |                 |                               |           |                 |                 |                 |                 |
|  | 18 janvier 2024 | 18 janvier 2024 | 18 janvier 2024 | 18 janvier 2024 |                               |           | 19 janvier 2024 | 19 janvier 2024 | 19 janvier 2024 | 19 janvier 2024 |
|  | A1              | Allemagne       | 2 (4)tab        | 2 (4)tab        |                               |           | 19 janvier 2024 | 19 janvier 2024 | 19 janvier 2024 | 19 janvier 2024 |
|  | A1              | Allemagne       | 2 (4)tab        | 2 (4)tab        |                               |           | 19 janvier 2024 | 19 janvier 2024 | 19 janvier 2024 | 19 janvier 2024 |
|  | B2              | Inde            | 2 (3)           | 2 (3)           |                               |           | 19 janvier 2024 | 19 janvier 2024 | 19 janvier 2024 | 19 janvier 2024 |
|  | B2              | Inde            | 2 (3)           | 2 (3)           | A1                            | Allemagne | 2               | 2               |                 |                 |
|  | 18 janvier 2024 |                 |                 |                 | A1                            | Allemagne | 2               | 2               |                 |                 |
|  |                 |                 | B1              | États-Unis      | 0                             | 0         |                 |                 |                 |                 |
|  | B1              | États-Unis      | B1              | États-Unis      | 0                             | 0         | 2               | 2               |                 |                 |
|  | B1              | États-Unis      |                 |                 |                               |           |                 | 2               |                 |                 |
|  | A2              | Japon           | 1               | 1               |                               |           |                 |                 |                 |                 |
|  | A2              | Japon           | 1               | 1               | Match pour la troisième place |           |                 |                 |                 |                 |
|  |                 |                 |                 |                 |                               |           |                 |                 |                 |                 |
|  | 19 janvier 2024 |                 |                 |                 |                               |           |                 |                 |                 |                 |
|  | B2              | Inde            | 0               | 0               |                               |           |                 |                 |                 |                 |
|  | B2              | Inde            | 0               | 0               |                               |           |                 |                 |                 |                 |
|  | A2              | Japon           | 1               | 1               |                               |           |                 |                 |                 |                 |
|  | A2              | Japon           | 1               | 1               |                               |           |                 |                 |                 |                 |

#### Match pour la3eplace
| Match 19              | Inde    | 0 - 1   | Japon    |                                                                          |                                                                          |
| 19 janvier 2024 16h30 |         | (0 - 1) | 6e Urata | Arbitrage : Annelize Rostron Ayanna McClean Arbitre vidéo : Wanri Venter | Arbitrage : Annelize Rostron Ayanna McClean Arbitre vidéo : Wanri Venter |
| 19 janvier 2024 16h30 | Rapport |         |          | Arbitrage : Annelize Rostron Ayanna McClean Arbitre vidéo : Wanri Venter | Arbitrage : Annelize Rostron Ayanna McClean Arbitre vidéo : Wanri Venter |

#### Finale
| Match 20              | Allemagne                     | 2 - 0   | États-Unis |                                                                           |                                                                           |
| 19 janvier 2024 19h30 | Fleschütz 3e · Zimmermann 20e | (2 - 0) |            | Arbitrage : Kristy Robertson Rebecca Edwards Arbitre vidéo : Amber Church | Arbitrage : Kristy Robertson Rebecca Edwards Arbitre vidéo : Amber Church |
| 19 janvier 2024 19h30 | Rapport                       |         |            | Arbitrage : Kristy Robertson Rebecca Edwards Arbitre vidéo : Amber Church | Arbitrage : Kristy Robertson Rebecca Edwards Arbitre vidéo : Amber Church |

## Classement final
| Rang               | Tournoi | Groupe | Équipe           | J | V | N | P | BP | BC | +/- | Pts | Classement mondial FIH | Classement mondial FIH | Classement mondial FIH |
| Rang               | Tournoi | Groupe | Équipe           | J | V | N | P | BP | BC | +/- | Pts | Avant                  | Après                  | +/-                    |
| ------------------ | ------- | ------ | ---------------- | - | - | - | - | -- | -- | --- | --- | ---------------------- | ---------------------- | ---------------------- |
| Médaille d'or      | Valence | A      | Belgique         | 5 | 4 | 1 | 0 | 28 | 4  | +24 | 13  | 4                      | 4                      | 0                      |
| Médaille d'or      | Ranchi  | A      | Allemagne        | 5 | 3 | 2 | 0 | 18 | 3  | +15 | 11  | 5                      | 5                      | 0                      |
| Médaille d'argent  | Ranchi  | B      | États-Unis       | 5 | 4 | 0 | 1 | 6  | 3  | +3  | 12  | 15                     | 12                     | +3                     |
| Médaille d'argent  | Valence | B      | Espagne H        | 5 | 3 | 1 | 1 | 14 | 3  | +11 | 10  | 8                      | 7                      | +1                     |
| Médaille de bronze | Ranchi  | A      | Japon            | 5 | 3 | 1 | 1 | 7  | 3  | +4  | 10  | 11                     | 9                      | +2                     |
| Médaille de bronze | Valence | B      | Grande-Bretagne  | 5 | 3 | 0 | 2 | 14 | 6  | +8  | 9   | 7                      | 6                      | +1                     |
| 4                  | Valence | A      | Irlande          | 5 | 2 | 2 | 1 | 12 | 3  | +9  | 8   | 13                     | 14                     | -1                     |
| 4                  | Ranchi  | B      | Inde H           | 5 | 2 | 1 | 2 | 10 | 6  | +4  | 7   | 6                      | 8                      | -2                     |
|                    |         |        |                  |   |   |   |   |    |    |     |     |                        |                        |                        |
| 5                  | Ranchi  | B      | Nouvelle-Zélande | 5 | 3 | 0 | 2 | 9  | 5  | +4  | 9   | 9                      | 11                     | -2                     |
| 5                  | Valence | A      | Corée du Sud     | 5 | 3 | 0 | 2 | 10 | 14 | -4  | 9   | 12                     | 13                     | -1                     |
| 6                  | Valence | B      | Canada           | 5 | 2 | 0 | 3 | 7  | 9  | -2  | 6   | 16                     | 16                     | 0                      |
| 6                  | Ranchi  | B      | Italie           | 5 | 0 | 1 | 4 | 4  | 15 | -11 | 1   | 19                     | 19                     | 0                      |
| 7                  | Ranchi  | A      | Chili            | 5 | 2 | 1 | 2 | 9  | 7  | +2  | 7   | 14                     | 15                     | -1                     |
| 7                  | Valence | A      | Ukraine          | 5 | 1 | 0 | 4 | 2  | 27 | -25 | 3   | 28                     | 28                     | 0                      |
| 8                  | Valence | B      | Malaisie         | 5 | 0 | 0 | 5 | 2  | 23 | -21 | 0   | 18                     | 23                     | -5                     |
| 8                  | Ranchi  | A      | Tchéquie         | 5 | 0 | 0 | 5 | 0  | 21 | -21 | 0   | 25                     | 26                     | -1                     |

|  | Nation qualifiée pour les Jeux olympiques 2024 |